# Irnfritz-Messern
Irnfritz-Messern è un comune austriaco di 1 439 abitanti nel distretto di Horn, in Bassa Austria; ha lo status di comune mercato (Marktgemeinde).